# Pie-d’Orezza
Pie-d’Orezza (kors. U Ped’Orezza) – miejscowość i gmina we Francji, w regionie Korsyka, w departamencie Górna Korsyka.
Według danych na rok 1990 gminę zamieszkiwało 39 osób, a gęstość zaludnienia wynosiła 7 osób/km².